# Land of Bad
Land of Bad är en amerikansk actionthrillerfilm från 2024. Filmen är regisserad av William Eubank, som även skrivit manus tillsammans med David Frigerio. Den hade premiär i USA den 16 februari 2024.

## Handling
Filmen kretsar kring en drönarpilot inom flygvapnet som ger understöd till ett operationsteam när de försöker vända ett uppdrag som gått snett till en räddningsoperation.

## Rollista (i urval)
- Liam Hemsworth – Kinney
- Russell Crowe – Reaper
- Luke Hemsworth – sergeant Abel
- Ricky Whittle – sergeant Bishop
- Milo Ventimiglia – kapten Sugar
- Daniel MacPherson – Colonel Packett
- Chika Ikogwe – sergeant Nia Branson
- George Burgess – Cooper
- Robert Rabiah – Saeed Hashimi